# Halfway, Oregon
Halfway är en ort i Baker County i delstaten Oregon, USA.